# Juan Carrara
Juan Antonio Carrara (nacido y fallecido en Buenos Aires, Argentina) fue actor argentino de cine del siglo XX.

## Carrera
Carrara fue un importante actor de reparto argentino que incursionó extensamente durante la época dorada del cine de su país. Compartió escena con grandes figuras del cine y el teatro de aquel momento como Tita Merello, Libertad Lamarque, Herminia Franco, Alberto Closas, Eduardo Cuitiño, Nelly Meden, Felisa Mary, Matilde Rivera, Mario Danesi, Elisardo Santalla, Roberto Oliva, Ángel Pino, Pedro Aleandro, Paquita Garzón, Jorge Lanza, Tilda Thamar, Rene Sutil, Percival Murray, Serafín Paoli, entre otros.
Durante su larga carrera en la pantalla grande trabajo bajo la dirección de brillante directores como José Agustín Ferreyra, Mario Soffici, Tulio Demicheli y Pierre Chenal.
En el film El último payador de 1950, tuvo la oportunidad de interpretar al Doctor Ricardo Caballero, un gran revolucionista obrero y jefe de la caja de ahorro en Rosario,  bajo la dirección de Homero Manzi.

### Filmografía
- 1936: Tararira (la bohemia de hoy)
- 1938: La ley que olvidaron
- 1938: Turbión
- 1938: La que no perdonó como Cascallares
- 1941: Veinte años y una noche
- 1941: Mamá Gloria
- 1943: Todo un hombre
- 1944: Cuando la primavera se equivoca
- 1945: Mis cinco hijos
- 1949: De padre desconocido
- 1949: Almafuerte
- 1950: Marihuana
- 1950: El último payador
- 1951: La calle junto a la luna
- 1951: Vivir un instante
- 1953: Las tres claves como  el comisario[4]

### Teatro
- 1948: Rosa de Ángel, junto a la norteamericana Rosamarie Johnson, Tilda Thamar, Enrique Santos Discépolo (quien también era el director), Horacio Priani, Paquita Garzón, Mario Fontana, Raúl Laporte, Manuél Ochoa, Mario Alonso, Fernando Labat y Enrique del Cerro, entre otros.
- 1935: Amor, junto con Paulina Singerman.